# Callosciurus adamsi
Callosciurus adamsi је сисар из реда глодара (Rodentia) и породице веверица (Sciuridae).

## Распрострањеност и станиште
Врста је ендемит острва Борнео и присутна је у следећим државама: Малезија и Брунеј (непотврђено). Присутна је и на подручју острва Борнео у Индонезији.
Станишта врсте су шуме и брдовити предели.

## Угроженост
Ова врста се сматра рањивом у погледу угрожености врсте од изумирања.